# Yuji Ono (football)
Pour les articles homonymes, voir Ono.
Yuji Ono (小野 裕二, Ono Yuji), né le 22 décembre 1992, est un footballeur japonais. Il évolue au poste de milieu de terrain au Albirex Niigata.

## Biographie
Après avoir évolué au poste d'attaquant au Yokohama F. Marinos, il a été transféré en janvier 2013 au club belge du Standard de Liège. Il y a signé un contrat courant jusqu'en juin 2017.